# 延辺大学

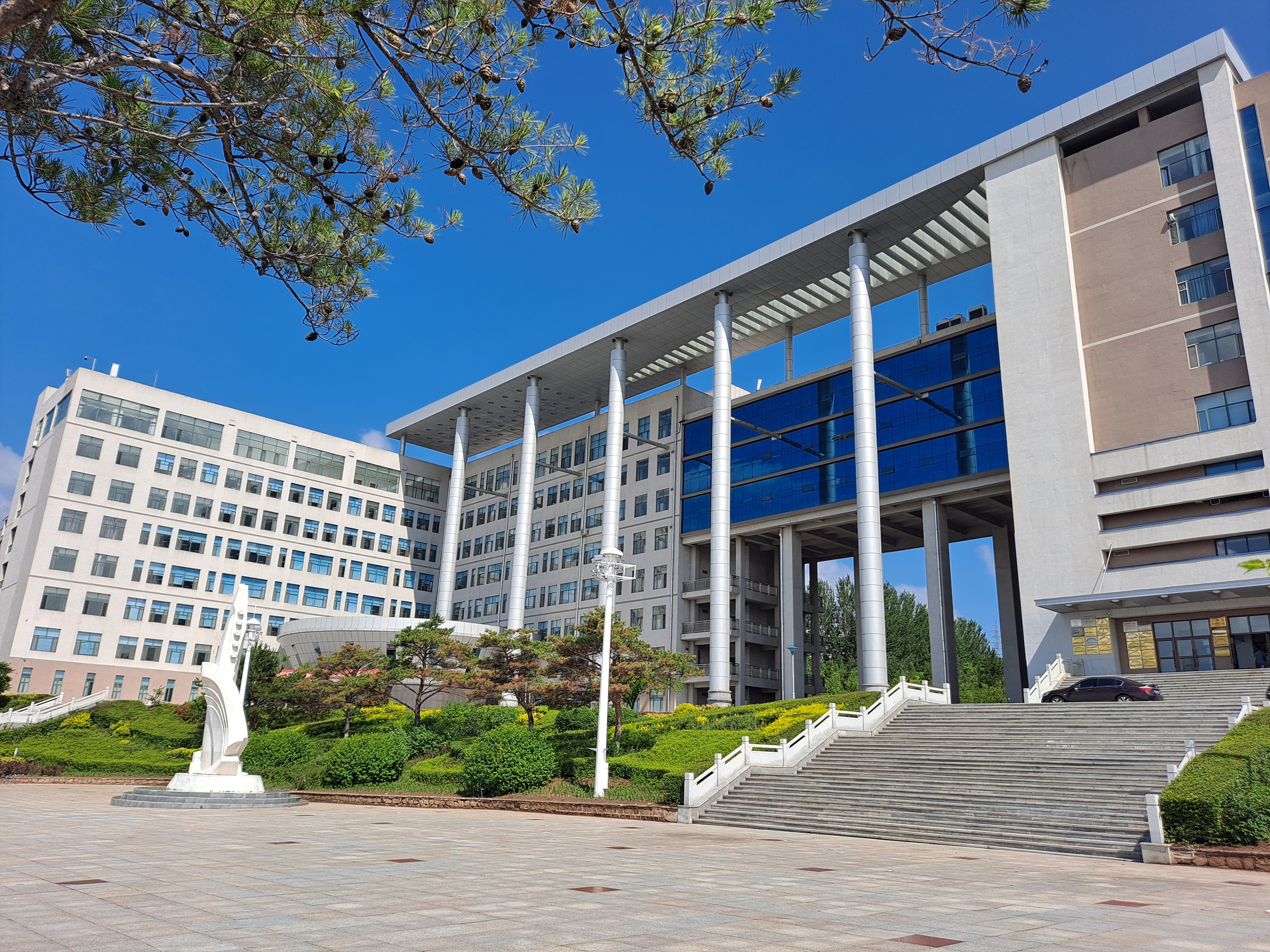
延辺大学（正門）

延辺大学（えんぺんだいがく, 中: 延边大学 Yanbian Daxue, 朝: 연변대학）は、中華人民共和国吉林省延辺朝鮮族自治州延吉市に所在する省立総合大学。初代学長は朱徳海。中国国籍の少数民族である朝鮮族の高等教育のため、朝鮮語を中国語とともに教授言語とする。国家重点大学に指定されている。

## 概要
満州国時代の関東軍間島憲兵司令部のあった場所を中心に建てられた。南正門を真っ直ぐ上がって突き当り正面の2階建ての建物がそれであった（現在は6F鉄筋コンクリートに建て替えられて面影はない）。現在政治学部が主に使用している。
師範学院、経済管理学院、法学院、体育学院、漢語文化学院、外国語学院、芸術学院、理工学院、農学院、医学院、薬学院、看護学院、科学技術学院、成人教育学院など14の学院（日本の学部に相当）を擁し、哲学、経済学、法学、教育学、文学、歴史学、理学、工学、農学、医学、管理学など11の学系、65の専攻科を置く。また東北アジア研究所、東方文化研究所、長白山天然資源保護開発研究所、民族研究所など8の直属研究機構、図們江開発研究所、中朝韓日関係史研究所など41の学院所属研究機構を設置している。さらに全国日本哲学研究会、中国朝鮮歴史研究会など4の全国性学術団体が学内に置かれている。
在校生19,820人（2004年）、うち全日制学部学生16,000余人、大学院生3,000余人である。大韓民国、日本、アメリカ合衆国、ロシアなどから700余人が留学している。

## 沿革

### 創立まで

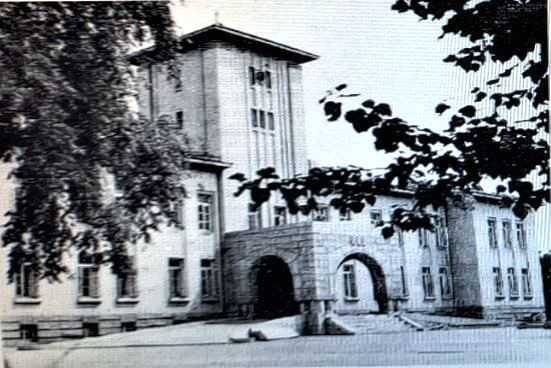
龍井医科大学

- 龍井医科大学1945年9月12日　龍井医科大学（中国医科大学龍井分校）設立。
- 1946年4月1日　吉東軍政大学が開学。1年制で政治科と軍事科を設置。周保中が校長をつとめる。
- 1946年6月　朝陽川教導隊、樺甸から来た東北軍政大学、延吉の吉東軍政大学が合併し、東北軍政大学吉林分校が成立。校長は周保中。
- 1948年10月1日　延辺医科専門学校創立（延辺大学医学院の前身）。校長は盧基舜。朝鮮族の学生だけを募集し、授業も朝鮮語で行う。
- 1948年12月、吉林省民族作業座談会で朝鮮族幹部養成を目的とした民族大学を延吉に建てる議案が通過し、東北朝鮮人民大学準備委員会が正式に発足する。少数民族が独自の大学を持つことを許可すべきかどうか政府内で議論があったが最終的に周恩来が決定したという。[1]

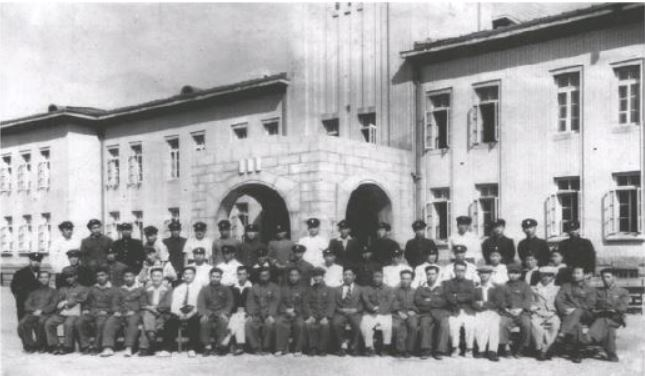
延辺大学医学部特科第一期卒業写真

- 延辺大学医学部特科第一期卒業写真1949年2月、東北朝鮮人民大学建校法案が東北局と東北行政委員会の批准を受ける。3月、「東北朝鮮人民大学」の名称で学生を募集。3月15日～18日、延辺大学に名称を変更し入学試験を行う。文系は政治・朝鮮語・数学・歴史・地理、理系は政治・朝鮮語・数学・物理・化学、農学系は政治・朝鮮語・数学・化学・生物の筆記試験があり、その後、面接試験と体格検査を経て565人中390人が合格した。390人の内わけは文学部政治経済学科41人、歴史地理学科38人、語文学科44人、数学物理学科30人、化学学科24人、工学部土木建築学科25人、電機学科30人、農学部の農林学科18人、畜牧獣医学科17人で、延辺医科専門学校の本科生63人、専修科生51人が医学部本科と専修科に編入した。3月8日、延辺医科専門学校は延辺大学医学部になる。
- 1949年3月20日、延吉のスターリン劇場にて延辺大学開校式が開催される。同日、中共延辺地区委員会は延辺大学校長に朱徳海を、副校長に林民鎬を任命。全教員数は60人。開学当時15名の日本人教師がおり、授業は朝鮮語と日本語で行われた。 4月12日、延辺大学中共支部が成立し、林民鎬が書記に就任。
- 1949年4月1日、延辺大学が龍井医科専門学校を接収し管理し、延辺大学医学部が成立。
- 1949年7月～8月、林民鎬副校長を団長とする延辺大学の考察団が北朝鮮を訪問し、金日成総合大学、平壌師範大学、平壌医科大学、平壌工業大学、元山農業大学を視察。
- 1949年9月　延辺大学の教師らが敦化県六頂山（牛頂山）で2個の石獅子とともに高さ95.5センチの「貞恵公主墓碑」を発掘する。

### 1950年~

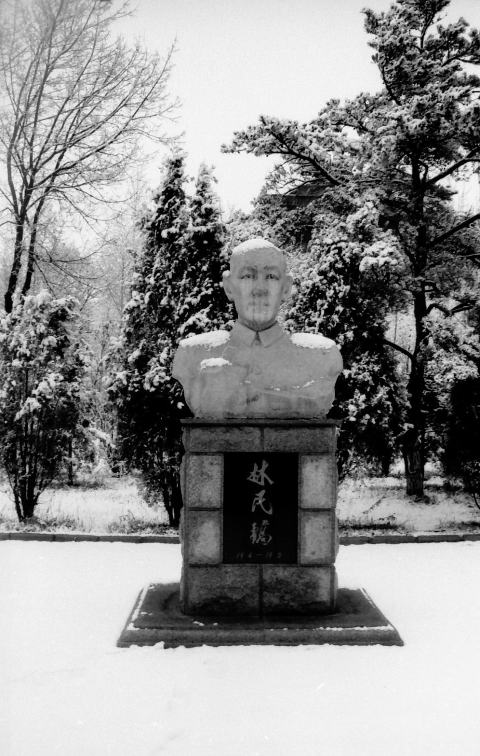
文革時期に拷問を受け亡くなった林民鎬延辺大学副校長（実質的な校長）の胸像

- 文革時期に拷問を受け亡くなった林民鎬延辺大学副校長（実質的な校長）の胸像1950年11月、延辺大学の校舎が河南街から公園街（現在の位置）に移転。医学部も龍井より移転。関東軍兵営を修理し事務庁舎兼実験室として使用する。
- 1950年12月以降、延辺大学医学部は500名の看護士を育成し朝鮮戦争の前線に送る。
- 1952年　延辺大学で教えていた日本人教師が全員帰国する。
- 1954年2月15日、延辺大学附属医士班と延辺助産学校が合併し延辺衛生学校となる。
- 1956年10月、裴克が延辺大学副校長兼党委書記になる。
- 1956年11月25日、北朝鮮の金日成総合大学の金寿卿副教授が延辺大学を訪問し、「朝鮮民主主義人民共和国において現在進められている文字改革について」と題して講演。
- 1957年2月9日、延辺大学科学技術普及協会工作委員会が成立。
- 1957年5月下旬、延辺大学党委は20日間におよぶ整風運動を実施。148回の座談会や「鳴放会」が開かれ、総計1926人が参加、1823回（人）の発言があり、1287件の意見が提出された。
- 1957年6月8日、人民日報に社説「これはどうしたことか」が掲載された後、百花斉放・百家争鳴の中で党・政府を批判した人々を弾圧する反右派闘争が始まる。延辺大学では80日間にわたって授業がストップ。27人の幹部と教師と、22人の学生が右派分子や反社会主義分子とされ、党籍や団籍の剥奪、解雇、減俸、観察処分、労働改造所送りなどにあった。また延辺大学師範学院では13人の幹部と教師と、12人の学生が 処分された。
- 1958年4月下旬～5月上旬、延辺大学は整風運動の中心地となり4万5千枚の壁新聞が張り出される。5月24日、延辺日報は「資本主義思想の滅亡、社会主義思想の勝利」と題し、延辺大学における整風運動の成果を大々的に報道。
- 1958年、延辺大学で漢語大躍進運動を実施。6月18日、延辺大学では漢語学習推進大会が開かれる。800名余りが参加。6月22日、『延辺日報』は社説で漢語の学習を呼びかける。8月、延辺医学院に「漢語学習促進委員会」が成立。9月9日～、延辺医学院は50日間にわたって授業をストップし漢語を学習。9月17日、朝鮮族学校の教師は「漢語学習躍進運動」を開催し小学1年から漢語を教えることに決定。9月25日、「延辺日報」は言語における地方民族主義を批判する社説を掲載する。11月6日　延辺日報は、1957年3月１日 から6月29日に連載された「民族語純潔化のための紙上討論会」が、すべて誤った観点だったとする文章を掲載。11月、延辺医学院は「第２段階学習漢語動員大会」を開く。11月9日～12月9日、延辺大学では幹部、教師、学生が集中して漢語（中国語）の勉強に励む。
- 1958年7月、延辺農学院、延辺医学院、延辺工学院を延辺大学から分割。延辺農学院は延辺農業の中心地である龍井に移転、延辺医学院は延吉中心部にそれぞれ移転する。
- 1958年8月～9月、延辺大学は「整風展覧館」を開き、「反右派闘争館」「四防運動館」「民族館」「総路線館」「毛沢東著作学習館」などの11館を開設。
- 1958年9月、延辺軍分区の同意を経て延辺大学武装団が組織される。
- 1959年3月、資金不足から延辺工学院を延辺大学に再び編入。
- 1959年4月12日、延辺大学で民族整風動員大会が開かれる。この後半年間、延辺大学校内では 民族整風運動が進行し多く人々が批判される。3人が地方民族主義分子とされ運動が拡大。延辺大学副校長兼党委書記の裴克（1916～1981朝鮮族・慶尚北道出身。後に州政協副主席）が階級敵対分子、地方民族主義分子、反党分子などの理由で党籍を剥奪され、労働改造20年になる。
- 1959年10月13日、延辺大学は裴克・前副校長と25人の教職員を批判。
- 1960年9月7日、延辺大学入学式。この年より朝鮮族以外の民族にも入学を許可。1956年当時、延年大学の学生1207人は、7人の聴講生をのぞき全員朝鮮族だったが、1960年から他民族も受入れ、同年9月に入学した643名の内200名が他民族（漢族）となった。
- 1962年6月、周恩来総理が延辺大学を視察。
- 1963年3月5日、人民日報に毛沢東主席の「雷鋒に学ぼう」が掲載される。 以後、延辺大学全校で雷鋒学習運動が展開される。
- 1964年7月12日、朱徳委員長と董必武副主席が延辺大学を視察。朱徳は延辺大学に対し「毛沢東思想を学び、社会主義の後継者を育てなさい」と揮毫。
- 1969年1月5日、延辺大学革命委員会と宣伝隊指揮部が会議を開き大学各学科を5連隊に編成することに決定。
- 1969年1月16日、延辺大学は全校動員大会を開催。革命委員会主任汪文典が報告を行う。朝鮮族の幹部、教師、学生、労働者が 「朝鮮特務（北朝鮮のスパイ）」などとして迫害にあう。
- 1969年2月10日、「延辺大学両条路線闘争史」編纂グループは『延辺大学両条路線闘争史概述』を編集印刷し、延辺大学の17年の歴史を否定。
- 1969年3月～4月、延辺農学院では審査対象となった人々の大部分が審査を解かれる。
- 1969年5月19日、延辺医学院は下放していた幹部の解放を開始。
- 1969年5月20日、延辺大学では全校大会を開き解放幹部名簿を公布。
- 1969年6月、延辺農学院の崔載権院長と朴景漢副院長に対する審査が解かれる。
- 1969年6月、延辺農学院は過去17年の歴史を「資産階級知識分子統治天下」「修正主義と地方民族主義の2つの専制を推進した陣地」として否定。
- 1969年8月、延辺大学は『資産階級知識分子統治旧延大　罪悪100例』を編印。
- 1969年12月、吉林省革命委員会は延辺農学院を廃校にすることを決定。その後、何度も変更を経て校名を延辺農業専科学校とする。省機関から下放してきた大勢の「5・7戦士」が延辺農学院に入る。
- 1969年12月6日、延辺大学では全校大会を開き下放する必要のある幹部・教師159名を公布。92％が朝鮮族。
- 1969年12月下旬、延辺農学院の革命委員会は、院長崔栽権、副院長朴景漢、党委書記の車幽根ら104名の幹部・教師を含む下放名簿を公布。名簿を公布後、87名の幹部と教師は延辺各県の生産隊に入隊。17名の幹部と教師は敦化の延辺州5・7幹部学校で労働。
- 1969年12月26日、延辺医学院から55名の幹部・教師が下放。
- 1969年12月、延辺農学院で「教室に戻り革命をやることについて」の指示を受け正式に授業を再開。
- 1970年4月、汪文典は『新延大』に「李羲一を打倒し新延大を建設しよう」という文章を発表、走資派の運動が延辺大学において再び高まっていると批判。
- 1970年7月14日　長期間の迫害を受けていた林民鎬・延辺大学第一副校長が死去。
- 1971年5月7日、延辺農学院から延辺州5・7幹部学校に行っていた教職員のうち一部の人々が学校に戻る。
- 1971年5月、延辺農学院で「5・16分子」に対する審査を開始するもすぐに終了。
- 1971年6月26～29日、延辺大学第7次党員代表大会が開催。延辺大学革命委員会主任の汪文典は過去の大学運営を否定、「延辺大学で文革の成果が乏しいのは地方民族主義のため」と述べる。
- 1971年7月、延辺農学院は全校第4次党員大会を開く。
- 1972年2月、延辺大学は連隊編成を取り消す。
- 1972年2月、延辺農学院から下放していた幹部と教師の一部が学校に戻る。
- 1972年5月、延辺大学は朝鮮語専攻する漢族の学生を募集する。
- 1973年3月、石硯製紙工場にかわって延辺農機工場で組織された労働者毛沢東思想宣隊が延辺大学に進駐。
- 1973年11月、すべての解放軍毛沢東思想宣伝隊が延辺大学から撤退。
- 1973年11月26日、『新延大』を廃止し『延辺大学学報』を復活させる。
- 1976年　延辺大学薬学院が創立される。前身は延辺医学院薬学部。
- 1978年、日本語学科を新たに設立。
- 1978年7月14日　林民鎬副校長の名誉回復を宣布。延辺大学で追悼式及び納骨式を挙行。

- 1979年3月、延辺大学に外国語学科が設立。
- 1979年4月1日、延辺大学、延辺医学院、延辺農学院は創立30周年の慶祝大会を開く。
- 1979年4月21日、『延辺大学校刊』が復刊。
- 1980年6月、京都大学の井上清教授が延辺大学を訪問。
- 1981年1月31日、裴克（州政協副主席、元延辺大学第一副校長）死去。
- 1981年1月7日、『延辺大学学報』（季刊）を発行。
- 1982年3月30日、延辺大学に学位評定委員会が成立。
- 1983年、国務院学位委員会は延辺大学朝鮮言語文学学科等に対して博士学位授与権を与える。
- 1984年1月13日、国務院学位委員会は延辺大学に対して外国哲学と世界地域史の博士学位授与権を与える。
- 1984年7月、延辺大学朝鮮族歴史語文研究所は延辺大学民族研究所と改名。
- 1984年7月6日、延辺大学に工学部が成立。
- 1984年10月、延辺大学党委は全校大会を開き文化大革命を否定。
- 1985年8月15日、宋任窮・中共中央政治局委員が延辺大学を視察。
- 1985年8月27日、延辺大学衛生所を延辺大学医院に改める。
- 1985年10月、延辺大学図書館に朝鮮文書刊資料センターが成立。
- 1986年1月11日、東北三省民族教育処長連席会議が延辺大学で開かれる。
- 1986年3月、アメリカ国際文化財団から250万ドルの無償援助を受け実験大楼を建設することを決定。
- 1986年10月21日、延辺医学院と日本の城西大学は友好協定に調印。
- 1986年11月11日、延辺大学出版社が設立される。
- 1986年、民族主義分子とされ1958年以来免職になっていた李民昌（1901－67　朝鮮族・延辺大学政治経済学教授）の名誉回復。
- 1987年2月13日、延辺大学と日本の大阪経済法科大学は友好協定に調印。大阪経済法科大学の国際交流基金の援助を受け、延辺大学は宿泊施設を建設。
- 1987年11月、実験大楼竣工。
- 1988年7月、延辺大学は北朝鮮の平城理科大学と姉妹校関係を樹立。
- 1989年6月7日、天安門事件の影響を受け学生が自宅に戻る。6月20日、延辺大学は正常の体制に戻る。6月中旬、延辺大学党委常委会を開き「鄧小平同志が首都戒厳部隊幹部に接見した際に行った講話」を学習。6月28日、延辺大学では教授座談会を開き、鄧小平同志講話及び十三届四中全会精神を学習、資産階級自由化に如何に反対するか討論。
- 1991年1月、江沢民総書記が延辺大学を視察。
- 1991年4月、韓国の起亜は韓国産ジープを延辺大学に一台寄贈。
- 1991年4月21日、延辺大学は渤海史学術会議を開催。各国から40人の研究者が参加。
- 1991年7月19日、延辺大学東北亜経済研究所が成立。
- 1991年7月、韓国現代グループ名誉会長鄭周永一行が延辺大学を訪問。
- 1991年10月、延辺大学成人教育学院を創立。1956年８月創立の延辺大学通信学部、1983年創立の延辺大学夜間大学、1991年創立の延辺大学成人教育事務所を合併、成立させた。
- 1993年10月、延辺大学哲学思想研究所成立。
- 1993年11月、延辺大学婦女問題研究所が成立。
- 1994年4月19日、延辺大学に「朝鮮語・韓国語教学研究センター」ができる。
- 1994年4月22日、延辺大学理工学院が正式に成立する。
- 1994年10月20日、中韓合作の総合医院である延辺大学福祉医院の開院式が開かれる。韓国の社団法人大陸福祉会と延辺大学の合作。韓国人の職員は25名
- 1995年8月11日、延辺大学は国際教育交流学院を設立。

- 1996年4月16日　延辺大学、延辺医学院、延辺農学院、延辺師範高等専門学校、吉林芸術学院延辺分院を合併して新延辺大学が成立。また中外合作の延辺科学技術大学も編入されて、延大科学技術学院になっている。6月15日には「新延辺大学」誕生慶祝大会を延辺体育館で開催。
- 1996年12月25日、延辺大学は211工程の予備審査を通過。
- 1997年3月、延辺大学日本研究所が成立する。

- 1998年4月28日、延辺大学の新しい学生食堂「大学生の家」落成式。
- 1999年11月、延辺大学体育学院が創立される。前身は1958年に創立された延辺大学体育学部。
- 2000年4月21日、延辺大学漢語言文化学院が設立される。
- 2005年10月1日、延辺大学医学院付属医院は批准を経て延辺大学医院に名称を変更する。
- 2015年10月1日、経済管理学院と日本の慶應義塾大学経済学部は友好協定に調印。

## 著名な卒業生
- 鄭判龍
- 張徳江
- 李徳洙
- 孫旭輝
- 張律

## ギャラリー

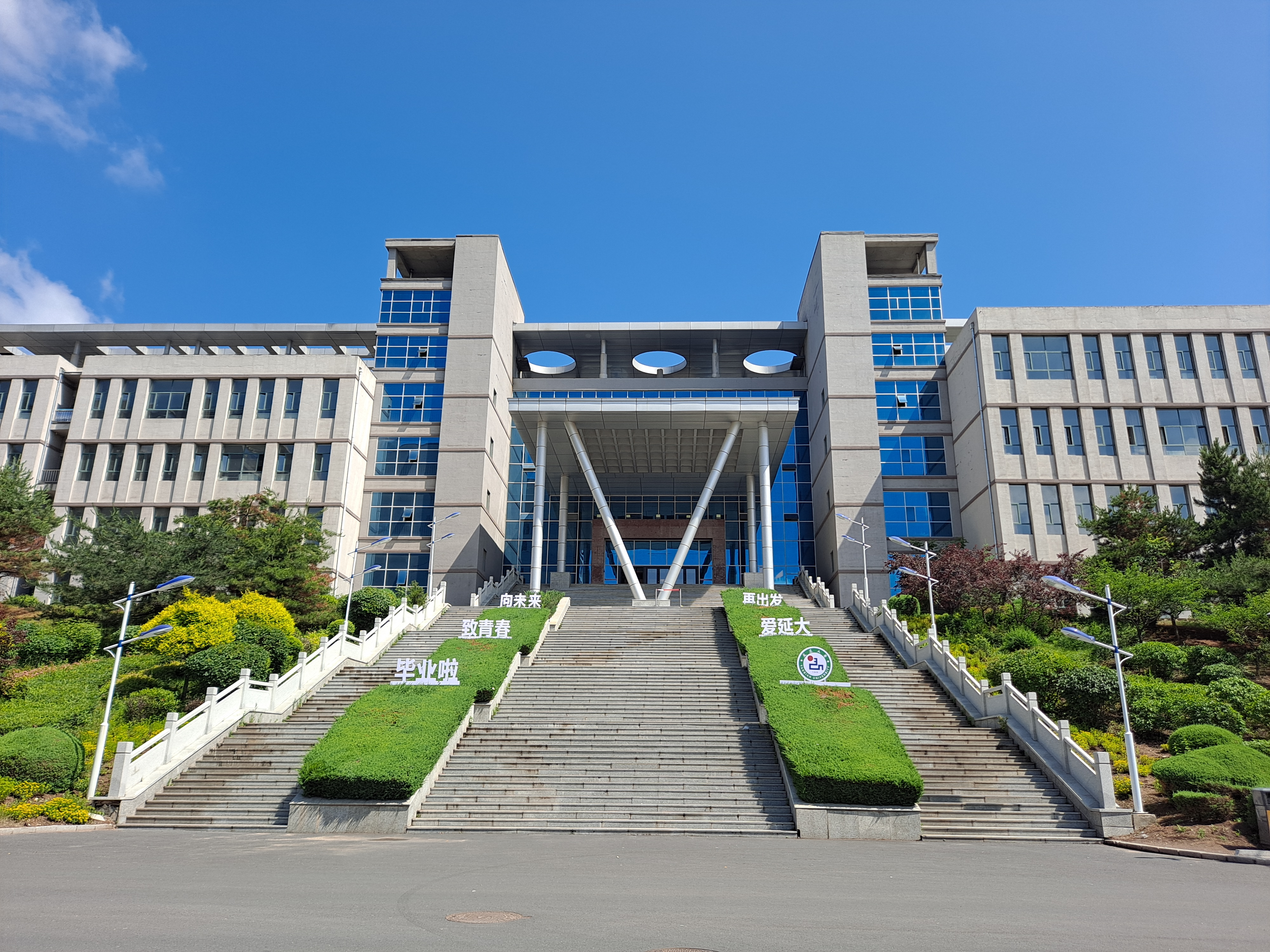
延辺大学
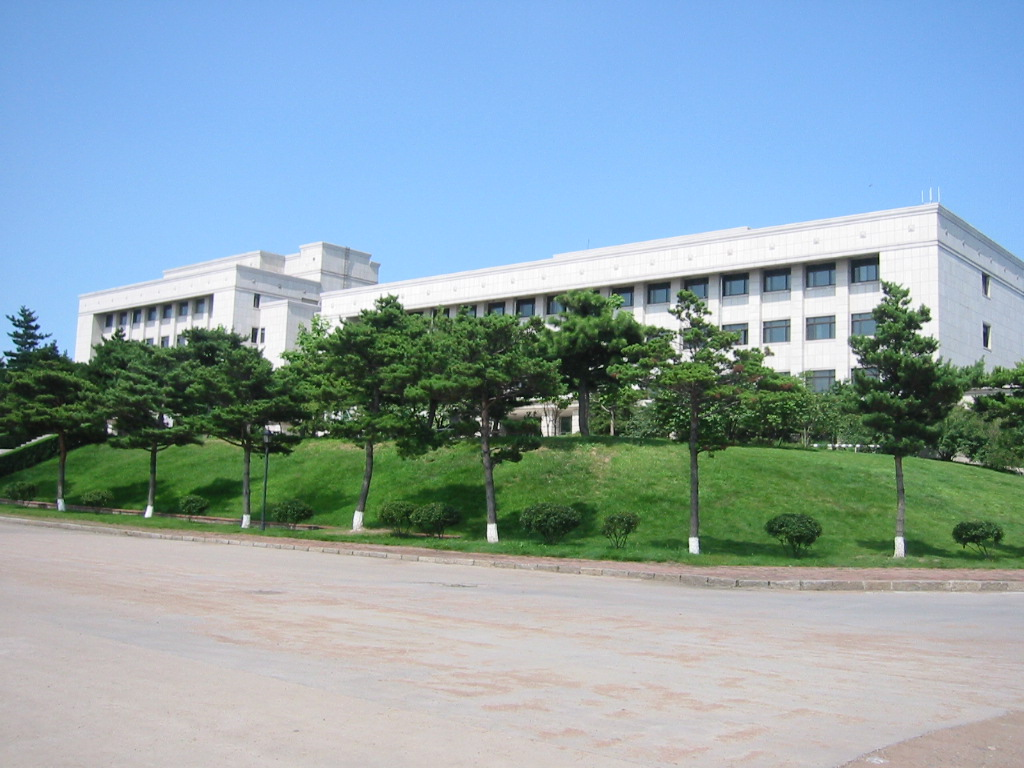
延辺科学技術大学

## 日本における協定校
- 弘前大学農学生命科学部
- 明治大学
- 亜細亜大学
- 事業創造大学院大学
- 関西国際大学
- 岡山県立大学
- 福山大学
- 琉球大学

部局間協定
- 慶應大学経済学部と経済管理学院
- 新潟大学経済学部と経済管理学院
- 立命館大学経済学部・経済学研究科と外国語学院
- 熊本大学大学院 自然科学教育部と理学院